# Ben Abruzzo
Pour les articles homonymes, voir Abruzzo.
Benjamin L. « Ben » Abruzzo, né le 9 juin 1930 à Rockford et mort le 11 février 1985 à Albuquerque, est un aérostier et homme d'affaires américain.
Il a contribué à augmenter la réputation de la ville d'Albuquerque au Nouveau-Mexique, dans le domaine des montgolfières.